# Cymbacha
Genre
Cymbacha est un genre d'araignées aranéomorphes de la famille des Thomisidae.

## Distribution
Les espèces de ce genre se rencontrent en Australie, en Nouvelle-Guinée et au Sri Lanka.

## Liste des espèces
Selon World Spider Catalog (version 18.0, 04/02/2017) :
- Cymbacha cerea L. Koch, 1876
- Cymbacha festiva L. Koch, 1874
- Cymbacha ocellata L. Koch, 1874
- Cymbacha saucia L. Koch, 1874
- Cymbacha setosa L. Koch, 1874
- Cymbacha similis L. Koch, 1876
- Cymbacha simplex Simon, 1895
- Cymbacha striatipes L. Koch, 1876

## Publication originale
- L. Koch, 1874 : Die Arachniden Australiens. Nürnberg, vol. 1, p. 473-576 (texte intégral).